# U-18-Faustball-Weltmeisterschaft 2016
Die 7. Faustball-Weltmeisterschaft der männlichen Jugend U18 findet vom 21. bis 24. Juli 2016 in Nürnberg (Deutschland) zeitgleich mit der WM der weiblichen Jugend u18 statt. Deutschland ist erstmals Ausrichter einer Jugend-Faustball-Weltmeisterschaft. Titelverteidiger ist die deutsche Faustballnationalmannschaft, die ihren Titel zwei Jahre zuvor in Brasilien gewann.

## Teilnehmer
Insgesamt fünf Nationen von drei Kontinenten wollen an den siebten Weltmeisterschaften der männlichen U18 teilnehmen.
| Europa - Deutschland - Österreich - Schweiz | Südamerika - Brasilien | Asien - Indien 1 - Indien 2 |

## Spielplan
Zunächst spielen alle teilnehmenden Teams in einer Vorrunde Jeder-gegen-Jeden. Die drei Erstplatzierten ziehen direkt ins Halbfinale ein. Der vierte und fünfte Platz ermitteln in einem Qualifikationsspiel den vierten Halbfinalisten.

### Vorrunde
| Donnerstag, 21. Juli 2016 |   |           |             |   |            |                               |
| 1                         | 1 | 10:00 Uhr | Brasilien   | – | Schweiz    | 3:1 (11:08,09:11,11:08,11:08) |
| 2                         | 2 | 10:00 Uhr | Österreich  | – | Indien 1   | 3:0 (11:01,11:01,11:03)       |
| 5                         | 1 | 12:45 Uhr | Brasilien   | – | Österreich | 1:3 (11:09,10:12,07:11,07:11) |
| 6                         | 2 | 12:45 Uhr | Deutschland | – | Indien 1   | 3:0 (11:04,11:02,11:01)       |
| 10                        | 1 | 17:45 Uhr | Deutschland | – | Schweiz    | 3:0 (11:03,11:06,11:03)       |
| SM1                       | 3 | 10:00 Uhr | Deutschland | – | Indien 2   | 3:0 (11:01,11:01,11:01)       |
| SM2                       | 3 | 12:45 Uhr | Schweiz     | – | Indien 2   | 3:0 (11:04,11:04,11:01)       |
| SM3                       | 3 | 17:45 Uhr | Brasilien   | – | Indien 2   | 3:0 (11:01,11:02,11:02)       |
| Freitag, 22. Juli 2016    |   |           |             |   |            |                               |
| 11                        | 1 | 12:00 Uhr | Österreich  | – | Schweiz    | 3:0 (11:06,11:07,11:07)       |
| 12                        | 2 | 12:00 Uhr | Brasilien   | – | Indien 1   | 3:0 (11:03,11:08,11:01)       |
| 15                        | 1 | 14:30 Uhr | Deutschland | – | Österreich | 1:3 (11:13,07:11,11:09,10:12) |
| 17                        | 1 | 15:45 Uhr | Deutschland | – | Brasilien  | 3:1 (12:10,05:11,11:06,11:06) |
| 18                        | 2 | 15:45 Uhr | Schweiz     | – | Indien 1   | 3:0 (11:07,11:03,11:03)       |
| SM4                       | 3 | 13:15 Uhr | Indien 1    | – | Indien 2   | 3:0 (11:09,11:05,11:03)       |
| SM5                       | 3 | 15:45 Uhr | Österreich  | – | Indien 2   | 3:0 (11:02,11:00,11:03)       |

| Pl. | Team        | Sp. | Sätze | Bälle   | Pkt. |
| --- | ----------- | --- | ----- | ------- | ---- |
| 1   | Österreich  | 5   | 15:2  | 187:104 | 10   |
| 2   | Deutschland | 5   | 13:4  | 177:102 | 8    |
| 3   | Brasilien   | 5   | 11:7  | 176:134 | 6    |
| 4   | Schweiz     | 5   | 7:9   | 133:130 | 4    |
| 5   | Indien 1    | 5   | 3:12  | 70:149  | 2    |
| 5   | Indien 2    | 5   | 0:15  | 39:165  | 0    |

### Endrunde

#### Qualifikation
| Samstag, 23. Juli 2016 |   |           |         |   |          |                   |
| 22                     | 1 | 10:45 Uhr | Schweiz | – | Indien 1 | 2:0 (11:04,11:03) |

#### Halbfinale
| Samstag, 23. Juli 2016 |   |           |             |   |           |                                                 |
| 24                     | 1 | 13:00 Uhr | Deutschland | – | Brasilien | 4:3 (11:09,07:11,08:11,11:06,05:11,11:09,11:07) |
| 26                     | 1 | 16:00 Uhr | Österreich  | – | Schweiz   | 4:0 (11:07,11:04,11:05,11:05)                   |

#### Platzierungen
| Sonntag, 24. Juli 2016 |   |         |           |             |   |            |                                           |
| 28                     | 1 | Platz 3 | 12:00 Uhr | Brasilien   | – | Schweiz    | 4:0 (11:08,11:08,11:08,11:06)             |
| 30                     | 1 | Finale  | 16:00 Uhr | Deutschland | – | Österreich | 4:2 (12:10,11:04,06:11,11:06,07:11,11:04) |

## Endergebnis
| Rang | Land        |
| ---- | ----------- |
| 1.   | Deutschland |
| 2.   | Österreich  |
| 3.   | Brasilien   |
| 4.   | Schweiz     |
| 5.   | Indien 1    |
| 6.   | Indien 2    |

## Schiedsrichter
Insgesamt fünf Schiedsrichter aus drei Nationen wurden von der IFA-Schiedsrichterkommission für die U18-Weltmeisterschaften in Nürnberg nominiert.
- Joachim Huthmann  Österreich
- Martin Schmidmeister  Schweiz
- Richard Meyerhans  Schweiz
- Christiane Oberkersch  Deutschland
- Stefan Bergler  Deutschland

## Weblink
- Offizielle Website der Faustball-WM 2016